# DKM2-A
Der DKM2-A der Schweizer Firma Kern Aarau ist ein bewährter Sekundentheodolit, der zwischen etwa 1965 und 1990 das weltweit genaueste Instrument seiner Art darstellte.

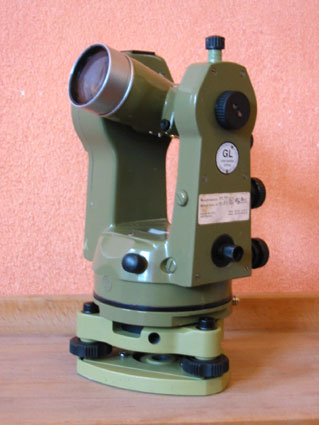
Sekundentheodolit DKM2-A von Kern-Aarau (Baujahr ~1980)

Sein Vorgängermodell DKM2 war ein miniaturisierter, teilweise noch von Heinrich Wild in den 1930ern konzipierter Theodolit, der aber durch seine Kleinheit (kaum größer als ein Reisetheodolit) kein großer Markterfolg war.
Trotz seiner Qualität, die dem des weltweit bekannten Wild T2 überlegen war, hatte er nicht dieselbe Verbreitung. Dies lag einerseits am auf Präzision spezialisierten Image der Firma Kern, andererseits an mangelnder Kompatibilität einiger Kern-Produkte mit anderen Herstellern.

## Technische Daten
Das Grundkonzept des Theodolits ist ähnlich dem des Wild T2, der in den 1930er Jahren den Typus des Sekundentheodolits darstellte. Der DKM2-A war jedoch
- von noch kompakterer, im Design glatterer Bauweise, was mechanische und thermische Einflüsse auf ein Minimum reduzierte
- mit einem etwas lichtstärkeren Fernrohr,
- neu entwickelten Doppelkreisen
- und einer sehr präzisen Kugellager-Stehachse versehen;
- eine Neuentwicklung ist auch der automatische Höhenkompensator, der die bisher übliche manuelle Versicherungslibelle ersetzte und die Höhenwinkel auf ±0,5" genau auf den Horizont justiert.

Das Gewicht beträgt etwa 6 kg, mit Schutzbehälter 8 kg, die Abmessungen etwa 12 × 13 × 20 cm, bei senkrechtem Fernrohr 27 cm, was eine recht handliche Größe darstellt.
Das achromatische Fernrohr hat etwa 30-fache Vergrößerung und 45 mm Öffnung, Innenbeleuchtung und sehr guten Kontrast. Die Kreisablesung (im parallel angeordneten Okular) ist bereits teildigitalisiert (geringere Gefahr von Grad- und Minutenfehlern) und erfolgt auf Bogensekunden (Winkelsekunde).
Wie in dieser Bauart üblich, hat das Fernrohr ein Fadenkreuz mit Einfach- und Doppelstrichen sowie Distanzfäden, eine stabile Innenfokussierung, die sich auch in großer Nähe scharf abbildet, und eine Additionskonstante von Null. Die Kreisablesung erfolgt mit sehr kontrastreichen Mikroskopen und die Feinablesung mit einem leichtgängigen Planplattenmikrometer, das auf 1" geteilt ist.
Die Grob- und Feinbewegungen in Richtung und Höhenwinkel sind konzentrisch angeordnet, was gegenüber den doppelt so vielen Bedienknöpfen der Konkurrenzprodukte eine große Erleichterung für den Beobachter darstellt.
Der Unterbau hat optisches Lot, Beleuchtungsanschlüsse und zweigängige Kreisverstellung. Seine Fußschrauben haben nur eine geringe Steighöhe, weil die Kern-Stative mit einem Kugelkopf ausgerüstet sind.

## Genauigkeit und Einsatzbereiche
Die Messgenauigkeit für Horizontal- und Höhenwinkel beträgt für erfahrene Beobachter etwa 1″. Großen Einfluss auf die Genauigkeit hat die sehr stabile Kugellager-Stehachse, welche die Taumelfehler auf fast Null reduziert (beim Wild T2 liegen sie bei etwa 1″–2″).
Der Theodolit ist mit aufsteckbarem Distanzer ausrüstbar (Distomat 500-Serie) und auch für den  Einsatz im Markscheidewesen und in der Astrogeodäsie ausgelegt, etwa mit einer regelbaren Beleuchtung, Zenitprisma und Reiterlibelle. Astronomisch und für Triangulation erster Ordnung spezialisiert ist hingegen das nächstgrößere Messinstrument DKM3-A.
In einer Kleinserie (DKM2-AS) für Spezial- und Überwachungsmessungen wurde um 1975 ein spezieller Neigungssensor entwickelt, der erstmals die direkte Messung der Kippachsneigung ermöglichte. Dabei wurde der Flüssigkeits-Höhenkompensator des Höhenkreises auch für die Querneigung nutzbar gemacht und als Koinzidenzmikrometer in das Ablesemikroskop eingespiegelt. Die Genauigkeit von etwa ±2″ übertrifft die einer Reiterlibelle und ist rascher erzielbar.